# Hamlet (film fra 1964)
 For alternative betydninger, se Hamlet (flertydig). (Se også artikler, som begynder med Hamlet)
Hamlet (russisk: Гамлет) er en sovjetisk spillefilm fra 1964 af Grigorij Kozintsev.

## Medvirkende
- Innokentij Smoktunovskij som Hamlet
- Mikhail Nazvanov som Claudius
- Elza Radziņa som Gertrude
- Jurij Tolubejev som Polonius
- Stepan Oleksenko som Laertes